# تامي هوغ
تامي هوغ (بالإنجليزية: Tami Hoag)‏ (20 يناير 1959، كريسكو في الولايات المتحدة)؛ كاتِبة وروائية أمريكية.

## روابط خارجية
- تامي هوغ على موقع IMDb (الإنجليزية)